# Trioza obionae
Trioza obionae är en insektsart som beskrevs av Loginova 1964. Trioza obionae ingår i släktet Trioza och familjen spetsbladloppor. Inga underarter finns listade i Catalogue of Life.